# Heinrich Heppe
Heinrich Ludwig Julius Heppe, född den 30 mars 1820 i Kassel, död den 29 juli 1879 i Marburg, var en tysk teologisk skriftställare.
Heppe, som var professor i teologi vid Marburgs universitet, författade ett stort antal arbeten, av vilka särskilt de som behandlar reformationstiden är förtjänstfulla.